# Gochnatia magna
Gochnatia magna là một loài thực vật có hoa trong họ Cúc. Loài này được M.C.Johnst. ex Cabrera mô tả khoa học đầu tiên năm 1971.